# Ossip Jewsejewitsch Tschorny
Ossip Jewsejewitsch Tschorny (russisch Осип Евсеевич Чёрный; wiss. Transliteration Osip Evseevič Čërnyj; ursprünglicher Vorname Иосиф (Iossif); geboren am 21. Dezember 1898jul. / 2. Januar 1899greg. in Minsk, Russisches Kaiserreich; gestorben am 4. Mai 1981 in Moskau) war ein russisch-sowjetischer Schriftsteller, Musikwissenschaftler und Dirigent. 

## Leben und Wirken
Er wurde in Minsk geboren. Er studierte am Moskauer Konservatorium bis zum Abschluss 1930 und arbeitete bis 1937 als Dirigent. Schriftstellerisch war er schon seit 1928 tätig. Er ist Autor von Romanen und Kurzgeschichten zum Thema Musik, meist Biographien russischer Komponisten. Er schrieb mehrere Romane über den Krieg, aber auch Jugendbücher. Nach dem Zweiten Weltkrieg war er mit der Erfassung und Verarbeitung von literarischen Materialien für das Schwarzbuch über den Holocaust und die Verbrechen der Wehrmacht in der Sowjetunion beschäftigt.
Tschorny war mit der Musikwissenschaftlerin Jelena Semjonowna Berljand-Tschornaja verheiratet. Er ist auf dem Moskauer Wwedenskoje-Friedhof begraben.

## Werke
- Romane: „Musiker“ Музыканты (1940), „Opera Snegina“ Опера Снегина (1953), „Wege der Kreativität“ Пути творчества  (1957).
- (fiktive) Biographien verschiedener Komponisten: „Franz Schubert“ (1941), „Mussorgski“ (1956), „Rimski-Korsakow“ (1959) und anderer.